# Arlo (Beloi)
Arlo ist eine Aldeia auf der osttimoresischen Insel Atauro.

## Geographie

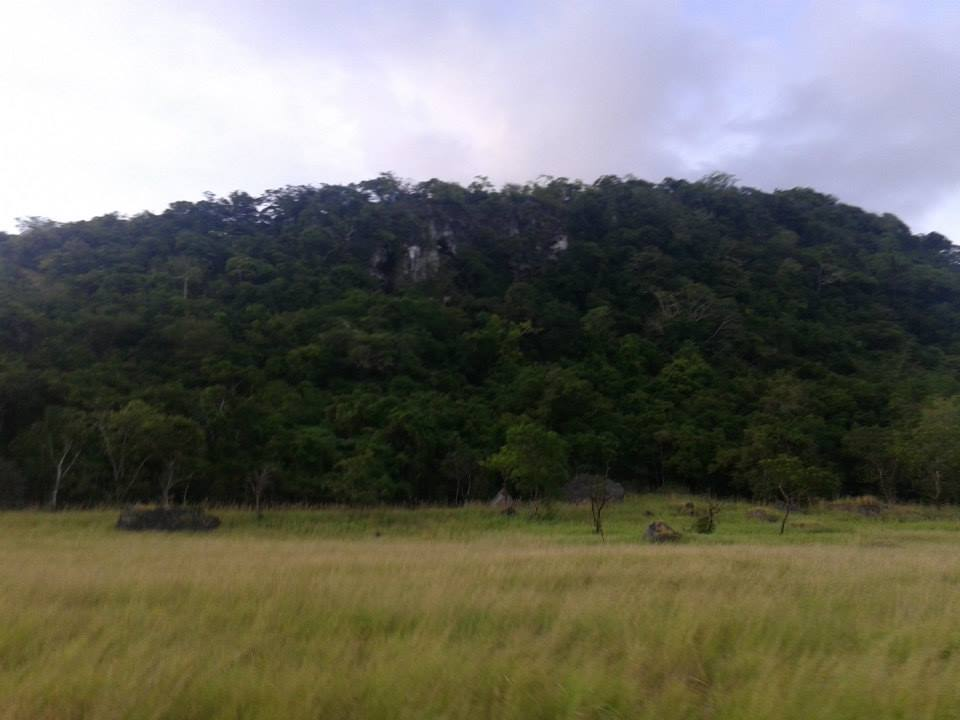
Am Weg nach Arlo befindet sich der Eingang zu einer heiligen Höhle

Arlo gehört zum Suco Beloi in der Gemeinde Atauro. Die Aldeia befindet sich im Nordwesten von Beloi, an der Küste Atauros. Südlich liegen die Aldeias Adara und Usubemaço, nördlich der Suco Biqueli. Das Dorf Arlo befindet sich nah der nördlichen Westküste.
Wo Landwirtschaft zur Erosion der dünnen Erdschicht geführt hat, kommt Kalkstein zum Vorschein.

## Einwohner
Bei der Volkszählung von 2015 lebten in Arlo 352 Menschen, 179 Frauen und 173 Männer. Ungewöhnlich für das mehrheitlich katholische Osttimor ist, dass die Mehrheit der nördlichen Bewohner Atauros Protestanten sind. Sie wurden durch niederländische Calvinisten im 20. Jahrhundert von Alor aus missioniert. Entsprechend steht in Arlo eine protestantische Kirche, die mit ihrer blauen Farbe ins Auge fällt.

## Geschichte
Besiedlungsspuren in Arlo wurden auf ein Alter von 3000 Jahren datiert. In der Höhle Lepu Kina fanden sich Spuren von Keramik, die bis zu 3200 Jahre alt waren, und weitere Fundstücke, wie Obsidianscherben, Muschel- und Glasperlen und Metallfragmente jüngeren Datums.

## Wirtschaft
Arlo war früher das Keramikzentrum von Atauro, doch die lokalen Keramikgefäße (Sanan Rai genannt) wurden immer weiter durch Metall- und Plastikbehälter verdrängt. 2014 konnten nur noch zwei Frauen, die beide über 90 Jahre alt waren, diese Krüge herstellen. Entwicklungshelfer halfen, das Wissen an andere Frauen weiterzugeben. Die Töpfe erzielen nun einen Preis von 4 US-Dollar das Stück und auch Korbflechtarbeiten verbessern das Familieneinkommen. Auch gibt es im Dorf drei kleine Läden.